# Кочиашвили, Николай Степанович
Николай Степанович Кочиашвили — советский хозяйственный деятель, Герой Социалистического Труда.

## Биография
Родился в 1918 году в нынешнем Цителцкаройском районе. Член КПСС.
В 1940—1986 гг. — председатель колхоза села Джапаридзе Цителцкаройского района Грузинской ССР.
Указом Президиума Верховного Совета СССР от 2 апреля 1966 года присвоено звание Героя Социалистического Труда с вручением ордена Ленина и золотой медали «Серп и Молот».
Делегат XX и XXIII съездов КПСС.
Умер после 1986 года.

## Награды и звания
- Герой Социалистического Труда (02.04.1966).
- орден Ленина (02.04.1966)
- орден Октябрьской Революции (08.04.1971)
- орден Трудового Красного Знамени (27.12.1976, 01.03.1984)
- орден «Знак Почёта» (12.12.1973)